# L'ultima profezia
L'ultima profezia (The Prophecy) è un film del 1995 scritto e diretto da Gregory Widen. La pellicola è interpretata da Christopher Walken, Elias Koteas, Virginia Madsen, Eric Stoltz e Viggo Mortensen.

## Trama
Thomas Dagget sta per essere ordinato sacerdote quando viene colpito da orribili visioni su angeli in guerra tra loro; diversi anni dopo Thomas, avendo perso la fede e abbandonato la chiesa, è divenuto un detective che lavora per la Polizia di Los Angeles. Due angeli cadono sulla Terra: uno, Simon, avverte Thomas degli eventi che stanno per accadere prima di scomparire, il secondo, Uziel, rintraccia Simon e tenta di ucciderlo, ma viene ucciso lui stesso. Per indagare sul fatto, Thomas va a casa di Simon e trova un necrologio di un veterano della Guerra di Corea recentemente scomparso di nome Arnold Hawthorne. Thomas trova quindi una copia di un testo di teologia, che lui stesso ha scritto anni fa; a Chimney Rock, Simon trova il veterano e ne aspira l'anima dalla bocca.
Il medico legale informa Thomas che il corpo di Uziel è un qualcosa che non ha mai visto prima: non ha occhi, né segni di crescita ossea, tracce di ermafroditismo e la stessa chimica del sangue di un feto abortito. Tra gli effetti personali trovati sul corpo c'è un antico manoscritto della Bibbia che comprende il ventitreesimo capitolo dell'Apocalisse - un capitolo che non esiste nelle altre versioni. Thomas traduce il capitolo e viene a sapere di una seconda guerra in Paradiso istigata da un gruppo di angeli che si sono rifiutati di accettare l'elevazione, ad opera di Dio, dell'uomo su tutte le altre creature, tra cui gli angeli. Il capitolo include inoltre una profezia su un'anima nera che verrà trovata sulla Terra e che può essere usata come una terribile arma.
All'insaputa di Thomas, Gabriel è arrivato sulla Terra e avendo bisogno di un aiuto umano recluta Jerry, che si trova in uno stato di sospensione nel Limbo da quando Gabriel gli ha impedito di morire durante il suo suicidio. Jerry recupera quindi le cose di Uziel dalla stazione di polizia mentre Gabriel distrugge il corpo di quest'ultimo all'obitorio; dopo aver trovato il necrologio di Hawthorne, i due si dirigono a Chimney Rock, nell'Arizona, dove ha vissuto Hawthorne. Prima che Gabriel arrivasse, Simon ha fatto amicizia con una bambina, Mary, alla quale passa l'anima per nasconderla da Gabriel; la piccola, subito dopo, si ammala e viene curata dalla sua insegnante Katherine.
Dopo aver trovato il corpo di Uziel, Thomas decide di andare a Chimney Rock. Gabriel e Jerry localizzano il corpo di Hawthorne, ma non trovano la sua anima: Gabriel individua Simon dal suo odore e lo affronta nella scuola dove si è rifugiato, ma Simon si rifiuta di dirgli dove ha nascosto l'anima. Gabriel dice allora che l'anima di Hawthorne gli consentirà di chiudere la fase di stallo e farà vincere la parte che la possiede per poi uccidere Simon con delle fiamme e strappandogli il cuore dal petto.
Mary, nel frattempo, comincia a mostrare segni di possessione da parte dell'anima di Hawthorne. Thomas, nel mentre, arriva a Chimney Rock, esamina i resti di Simon e fa alcune domande a Katherine; successivamente cerca la casa di Hawthorne e trova le prove di un processo in corte marziale in cui Hawthorne era stato accusato di una serie di crimini di guerra, tra cui il cannibalismo. Thomas visita quindi una chiesa per riflettere ma viene turbato da un confronto con Gabriel.
Katherine arriva a scuola il giorno dopo e trova Gabriel a fare domande ai bambini; successivamente l'angelo se ne va e si precipita a casa di Mary trovandovi anche Thomas. Le condizioni di Mary stanno peggiorando e Katherine porta Thomas a una miniera abbandonata dove ha visto l'auto di Gabriel parcheggiata; all'interno, i due trovano uno scritto angelico sulle mura e sperimentano una visione di un campo di battaglia disseminato di angeli morti. Thomas e Katherine tornano quindi di fretta a casa di Mary: Gabriel e Jerry sono lì e il primo sta tentando di estrarle l'anima. Thomas uccide Jerry e Katherine fa esplodere il rimorchio della casa di Mary sparando una bombola di propano; Mary, successivamente, informa Thomas che gli angeli non sono immortali sulla Terra ma possono essere uccisi strappandogli il cuore. Katherine porta quindi Thomas e Mary a un sito di nativi americani in cui deve essere eseguito un rituale per espellere l'anima di Hawthorne dal corpo di Mary mentre Gabriel recluta un'altra assistente, Rachael, da una unità di terapia intensiva di malati terminali in un ospedale vicino.
Quella notte, mentre Mary comincia a subire il suo esorcismo, Katherine ha un confronto con Lucifero: questi le dice che altri angeli hanno ripreso questa guerra contro l'umanità e da allora le anime umane non sono state più in grado di incontrare il loro creatore. Egli sa inoltre del complotto di Gabriel sul voler usare l'anima di Hawthorne per rovesciare gli agenti del Cielo e sa anche che se Gabriel dovesse vincere il suo nuovo cielo finirà per regredire in un altro Inferno, con la conseguente e indesiderata concorrenza. Il giorno successivo Lucifero appare anche a Thomas e gli consiglia di usare la mancanza di fede di Gabriel contro di lui. Gabriel arriva e tenta di interrompere il rituale ma Thomas lo ferma, uccide Rachael e poi cerca di soggiogare Gabriel.
Mentre il rito continua Lucifero appare e affronta Gabriel, strappandogli il cuore fino a divorarlo; una volta che gli antenati tribali completano l'esorcismo, l'anima di Hawthorne viene espulsa da Mary e distrutta. Con la minaccia eliminata, Lucifero chiede a Thomas e Katherine di tornare a casa con lui, ma si rifiutano. Lucifero fa quindi ritorno all'Inferno mentre Thomas commenta la natura della fede e cosa significhi essere veramente umano.

## Sequel
Dopo questo film sono stati realizzati quattro sequel:
- L'angelo del male (The Prophecy II), regia di Greg Spence (1998)
- La profezia (The Prophecy III: The Ascent), regia di Patrick Lussier (2000)
- The Prophecy: Uprising (The Prophecy: Uprising), regia di Joel Soisson (2005)
- La profezia prima della fine (The Prophecy: Forsaken), regia di Joel Soisson (2005)